# Tōri Tenjō-ji
Il Tōri Tenjō-ji (忉利天上寺?, Tōri Tenjō-ji), ufficialmente Mayazan Tenjō-ji (仏母摩耶山天上寺?), è un tempio buddhista della scuola Shingon del Buddismo Zen, ad est di Kōbe, prefettura di Hyōgo, in Giappone.

## Storia
Il tempio venne fondato nel 646 dal monaco Hōdō. Hōdō, secondo la tradizione nativo dell'India, viaggiò e predicò in Cina, Giappone e Paekje. Dopo aver risanato l'imperatore Kōtoku ebbe il permesso di fondare numerosi templi sul suolo giapponese, tra cui il Tenjō-ji. Nell'ottavo secolo il monaco Kobo vi portò dalla Cina una statua di Maya, la madre naturale di Siddhārtha Gautama, e ad essa dedicò il tempio. Tale evento diede il nome alla montagna sulla cui cima era stato costruito l'edificio, il monte Maya.
Nel 1975 il tempio venne incendiato e distrutto da un piromane e, perciò venne ricostruito leggermente a nord della posizione originaria.